# Siti rupestri della Cappadocia

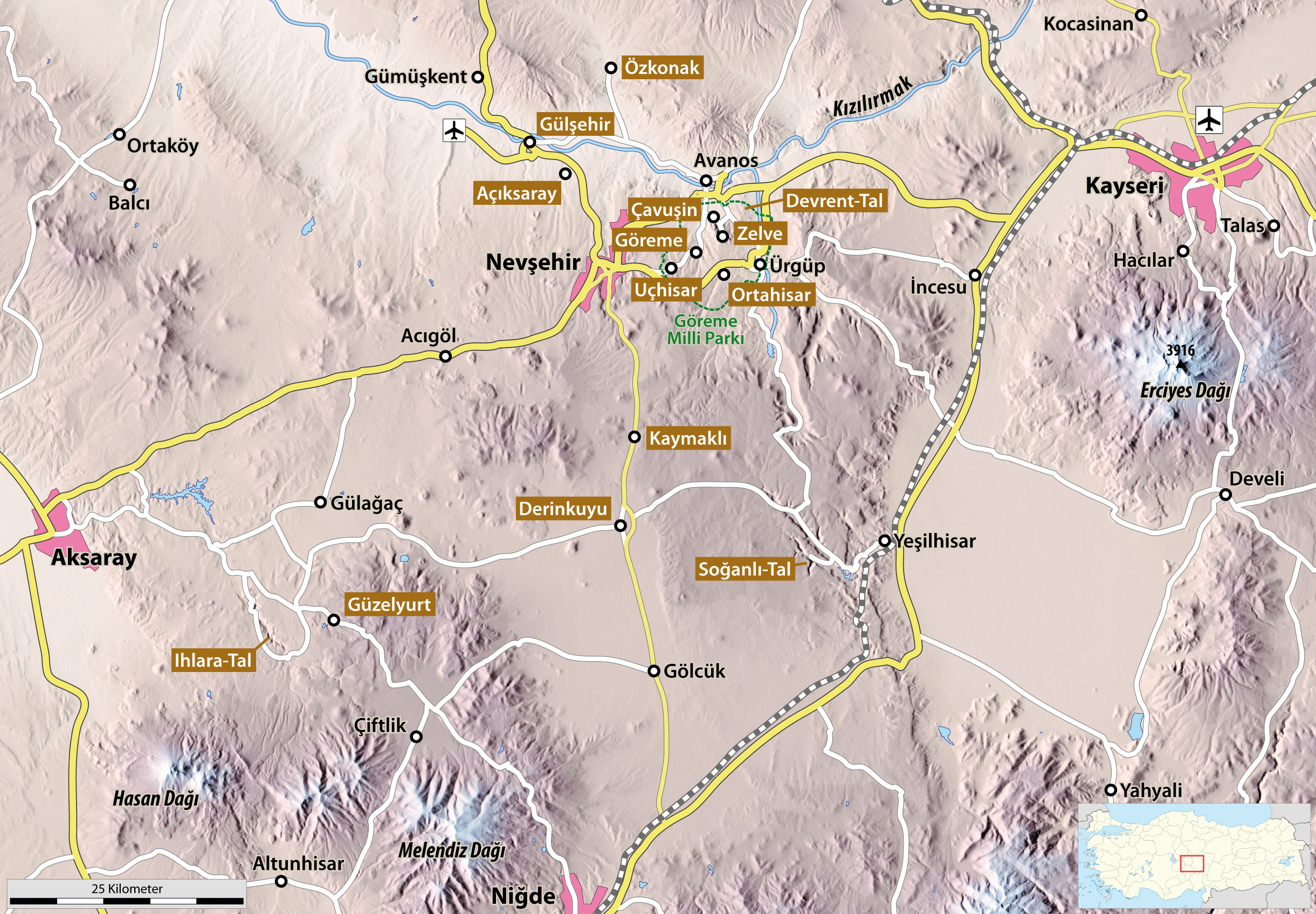
Siti degni di nota in Cappadocia

I siti rupestri della Cappadocia, nella Turchia centrale, comprendono spazi abitativi e di lavoro, nonché edifici sacri come chiese e monasteri, che sono stati scavati nel morbido terreno di tufo.
Il monte Erciyes sud di Kayseri, il monte Hasan a sud-est di Aksaray, il monte Melendiz a Niğde e alcuni vulcani più piccoli ricoprirono la regione della Cappadocia con uno strato di tufo nel corso di un periodo di venti milioni di anni terminato in epoca preistorica, dopo di che si crearono, per erosione, le famose formazioni rocciose della regione. Il processo è stato una forma speciale di erosione fluviale che ha colpito gran parte della Turchia, in cui la solidità del tufo vulcanico e dell'ignimbrite ha creato ruscelli particolarmente profondi e dalle pareti ripide, che creano forme simili a torri quando si incontrano ad angolo retto. Poiché questa pietra tenera è relativamente facile da lavorare, le persone probabilmente la trasformarono in rifugi all'inizio dell'età del bronzo. Nel corso del tempo questo determinò la formazione di complessi abitativi, monasteri e intere città sotterranee. Dal 1985 i "siti rupestri della Cappadocia" sono stati |dichiarati patrimonio dell'umanità dall'UNESCO.

## Storia

### Preistoria e antichità
Da tracce di insediamenti è noto che la regione della Cappadocia fu abitata in epoca preistorica. Non è chiaro se a quell'epoca fossero già state fatte delle incisioni rupestri. È probabile tuttavia che al più tardi nell'età del bronzo, quando la regione era sotto il dominio dell'impero ittita, fossero stati scavati i primi corridoi e stanze da fungere come serbatoi e forse anche rifugi. Nella città sotterranea di Derinkuyu è stato trovato un solo strumento di origine ittita e potrebbe essere stato portato lì in un secondo momento. La prima attestazione di queste strutture si trova nell'Anabasi di Senofonte, che menziona di persone in Anatolia che avevano costruito le loro case nel sottosuolo. 

### insediamenti cristiani

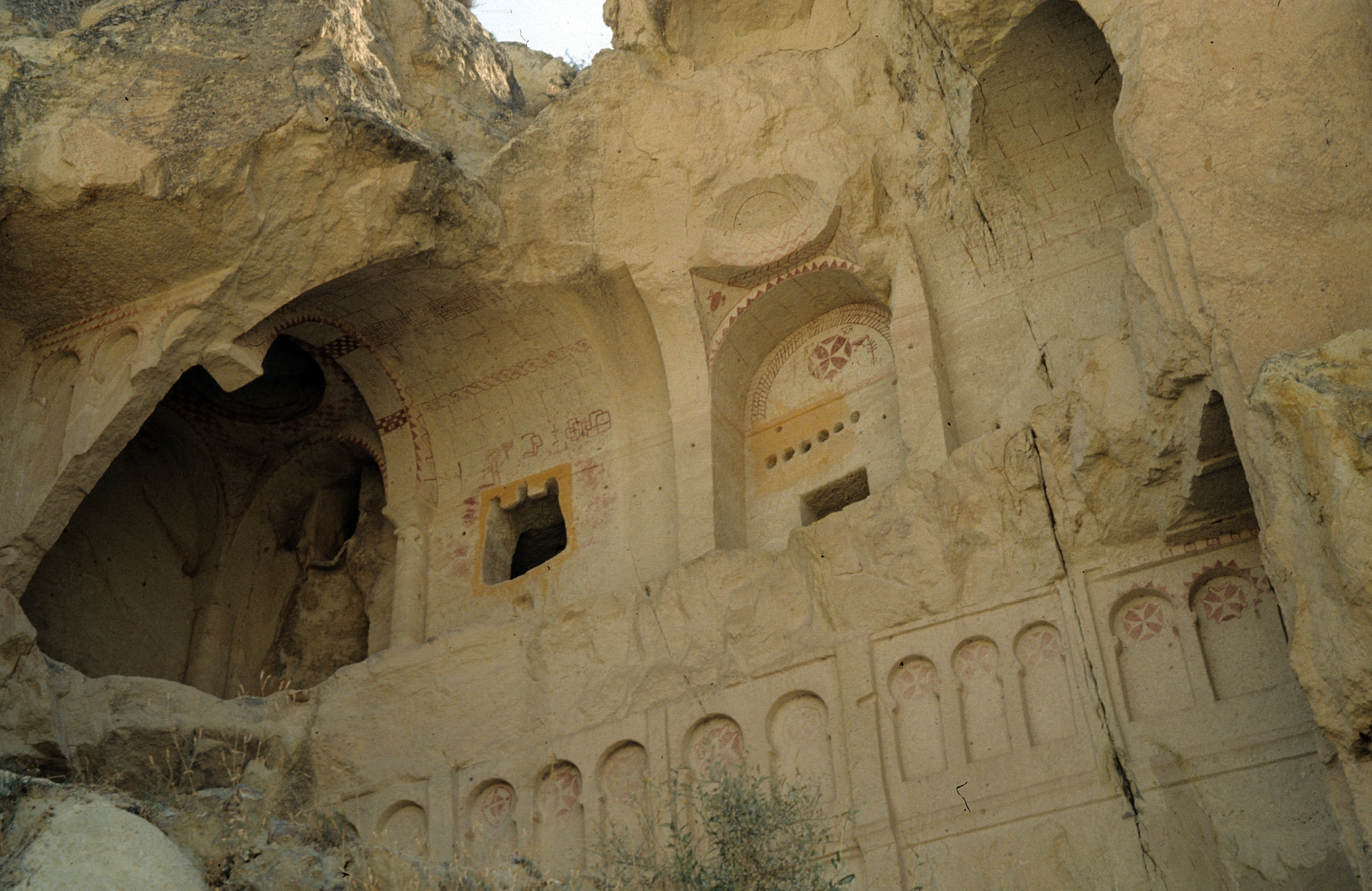
Karanlık Kilise a Göreme

L'iniziale insediamento cristiano della regione si ebbe nei primi secoli dell'era volgare, ad opera di eremiti che si ritirarono in isolamento nel paesaggio tufaceo dalla comunità cristiana di Cesarea. Si stabilirono in grotte già esistenti o scavarono le proprie residenze nelle scogliere. Poiché cercavano la solitudine piuttosto che la protezione dai nemici, costruivano in gran parte le loro case sopra il livello del suolo. Dopo che la chiesa cristiana, nel IV secolo, fu riorganizzata sotto i Padri cappadoci (Basilio di Cesarea, Gregorio di Nissa e Gregorio di Nazianzo), gruppi sempre più numerosi di cristiani li seguirono nei secoli successivi, stabilendosi in Cappadocia e costruendo comunità di clausura, il che significava che avevano bisogno di spazi residenziali e religiosi sempre più vasti. Intanto nel IV secolo ci fu l'invasione degli Isaurici, nel V secolo degli Unni e nel VI secolo dei sasanidi persiani; nel 605 la città di Cesarea fu conquistata durante la guerra bizantino-sasanide del 602–628. Queste incursioni determinarono l'intensa costruzione di edifici scavati nella roccia sotto e fuori terra, comprese intere città. Il disegno di queste strutture venne principalmente determinato da preoccupazioni di sicurezza e difensive. Dal 642 gli arabi iniziarono ad invadere la regione e queste preoccupazioni divennero sempre più significative, con il risultato che le comunità cristiane continuarono a vivere sottoterra, nella regione, per tre secoli, al sicuro dalle incursioni. Alla fine, i bizantini ripresero il controllo della Cappadocia e sotto il loro dominio il cristianesimo e l'architettura cristiana in Cappadocia entrarono in un'età d'oro.  Nell'XI secolo, circa tremila chiese erano state scolpite nella roccia.
Nella battaglia di Manzikert, nel 1071, il sultano selgiuchide Alp Arslan sconfisse l'imperatore bizantino Romano IV, segnando la fine del dominio bizantino in Anatolia e l'inizio della preminenza turca nella regione. Nonostante la tolleranza religiosa dei selgiuchidi, questo segnò l'inizio del declino del cristianesimo in Cappadocia e il lungo declino dell'architettura ecclesiastica. A seguito della graduale emigrazione degli abitanti cristiani, i chiostri esistenti furono lentamente occupati dai contadini turchi, che li ristrutturarono secondo le proprie esigenze. Non essendo più necessari il camuffamento e la difesa, si costruirono facciate e case davanti a portali un tempo nascosti e poco appariscenti.
Le case scavate nella roccia continuarono ad essere utilizzate dagli abitanti turchi nel XX secolo, anche per via delle temperature costantemente piacevoli sotto la roccia. Nel 1832, la popolazione dovette utilizzare le città sotterranee per mettersi al sicuro contro gli eserciti egiziani durante la prima guerra egiziano-ottomana. Gli ultimi cristiani rimasti lasciarono l'area nel 1923 come parte dello scambio di popolazione tra Grecia e Turchia. Gli ultimi abitanti turchi si trasferirono dall'insediamento rupestre di Zelve negli anni 1950 dopo che i terremoti avevano causato danni significativi e reso le strutture sempre più pericolose. Ancora oggi, tuttavia, alcune grotte di Uçhisar, Ortahisar e la valle di Soğanlı sono ancora utilizzate, almeno durante i caldi mesi estivi, di solito con una casa annessa.

## Città sotterranee

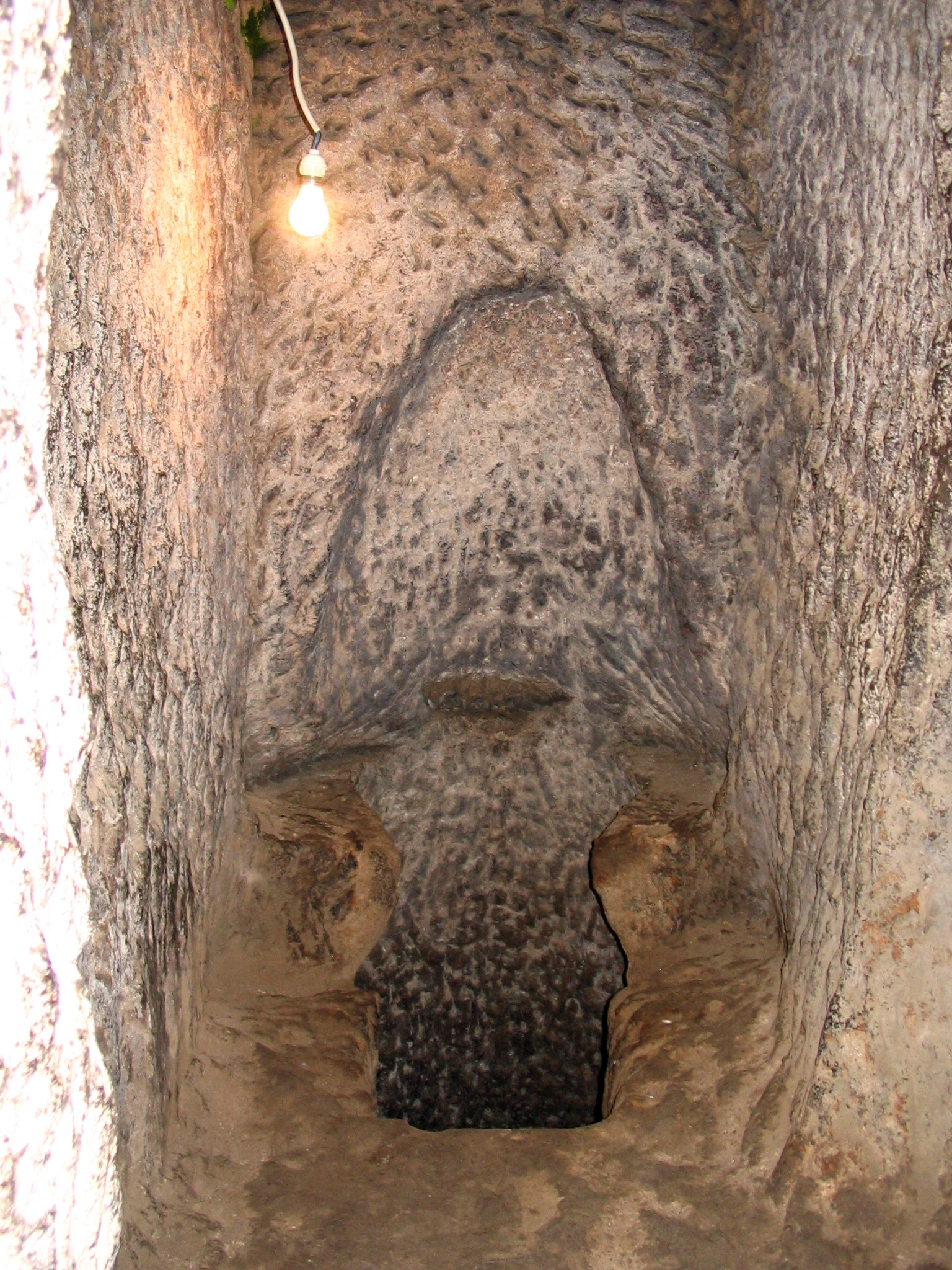
Toilette sotterranea a Güzelyurt

Le città sotterranee erano ben progettate per la protezione dagli attacchi nemici. I pochi ingressi erano nascosti dal fogliame e non facilmente individuabili dall'esterno. All'interno assumevano la forma di un labirinto di corridoi non navigabili per gli estranei, che potevano essere sigillati con grandi porte di roccia, alte circa un metro e a forma di macine. Queste porte erano costruite in modo tale da poter essere fatte ruotare in una posizione chiusa con relativa facilità, ma non potevano essere spostate dall'esterno. Avevano un buco al centro che probabilmente serviva come una specie di spioncino. In alcune città c'erano dei fori nel soffitto, attraverso i quali il nemico poteva essere attaccato con le lance. Le città si sviluppavano fino a dodici piani, oltre 100 metri, sotto terra e avevano tutto il necessario per resistere a un lungo assedio. I piani superiori erano in gran parte adibiti a stalle e magazzini, con una temperatura costante intorno ai 10 °C. Nelle pareti delle caverne c'erano recipienti per vari tipi di cibo, nonché cavità per recipienti in cui potevano essere conservati i liquidi. Più in basso c'erano gli spazi di vita e di lavoro, con mobili, inclusi sedili, tavoli e letti scavati nella roccia. Gli spazi di lavoro includevano un torchio a Derinkuyu, una fonderia di rame a Kaymakli, nonché cisterne e pozzi che garantivano la fornitura di acqua potabile durante un lungo assedio. C'erano anche prigioni e servizi igienici.

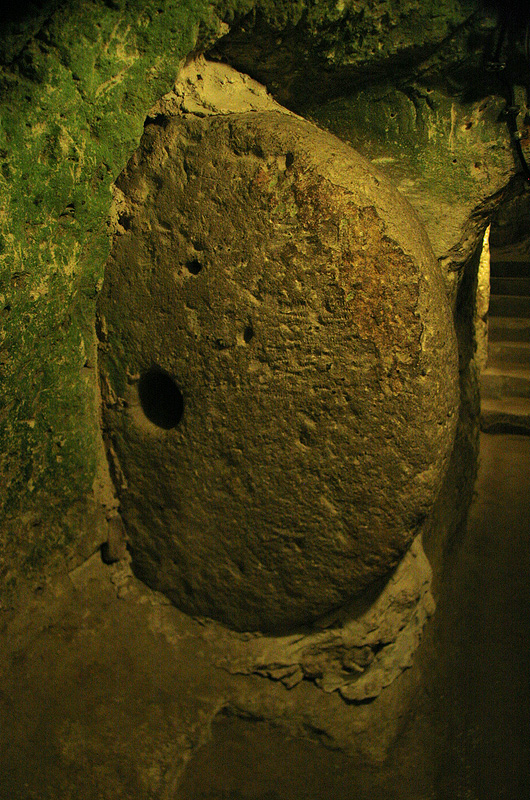
Porta di pietra a Derinkuyu

Ai piani più profondi c'erano anche celle e chiese monastiche. Le chiese nelle città sotterranee sono molto semplici e raramente o mai decorate. Non ci sono pitture murali come quelle che si trovano nelle chiese successive e più grandi come a Göreme. La maggior parte di esse ha una pianta a croce, spesso con una o due absidi. Nelle stanze vicino alle chiese venivano scavate tombe nelle pareti. Per fornire alle persone all'interno aria fresca per respirare, riscaldare e illuminare per un assedio fino a sei mesi, c'era un complesso sistema di pozzi di ventilazione, che funzionano ancora oggi. Questi servivano anche come uscita per il fumo dei fuochi di cottura nelle cucine.
In Cappadocia sono conosciute quasi quaranta città sotterranee, solo una piccola parte delle quali è accessibile al pubblico. Inoltre, possono esistere città sconosciute. Le città potrebbero essere state originariamente collegate tra loro da passaggi lunghi chilometri, ma non sono stati ancora trovati passaggi di questo tipo. Le stime del numero di persone in queste città divergono nettamente e variano tra 3.000 e 30.000. La più grande è probabilmente la città in gran parte inesplorata di Özkonak, situata a una decina di chilometri a nord-ovest di Avanos, con forse diciannove livelli e 60.000 abitanti,  ma le più conosciute e frequentate dai turisti sono a Derinkuyu e Kaymakli.

## Castelli e città rupestri

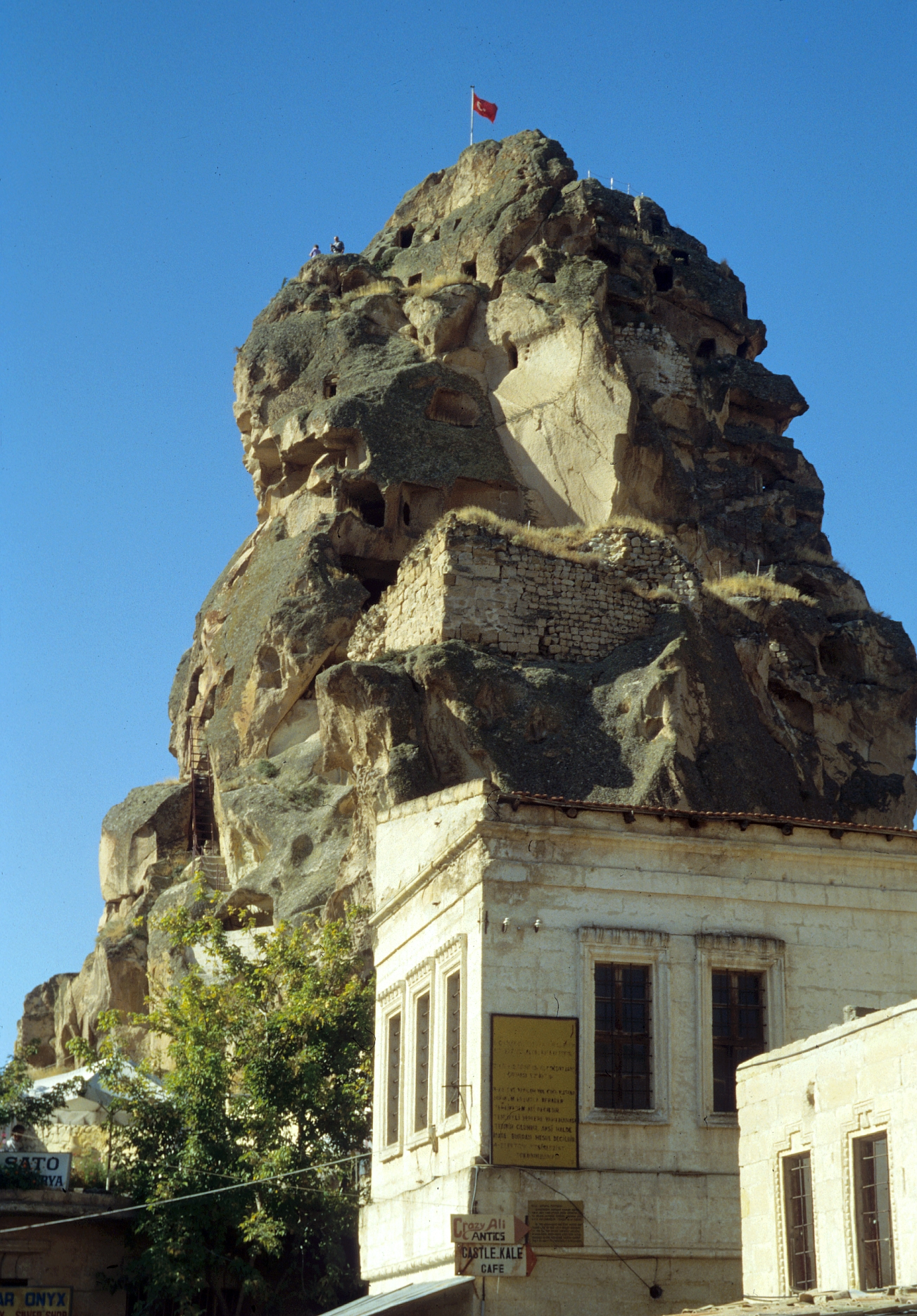
Castello rupestre di Ortahisar

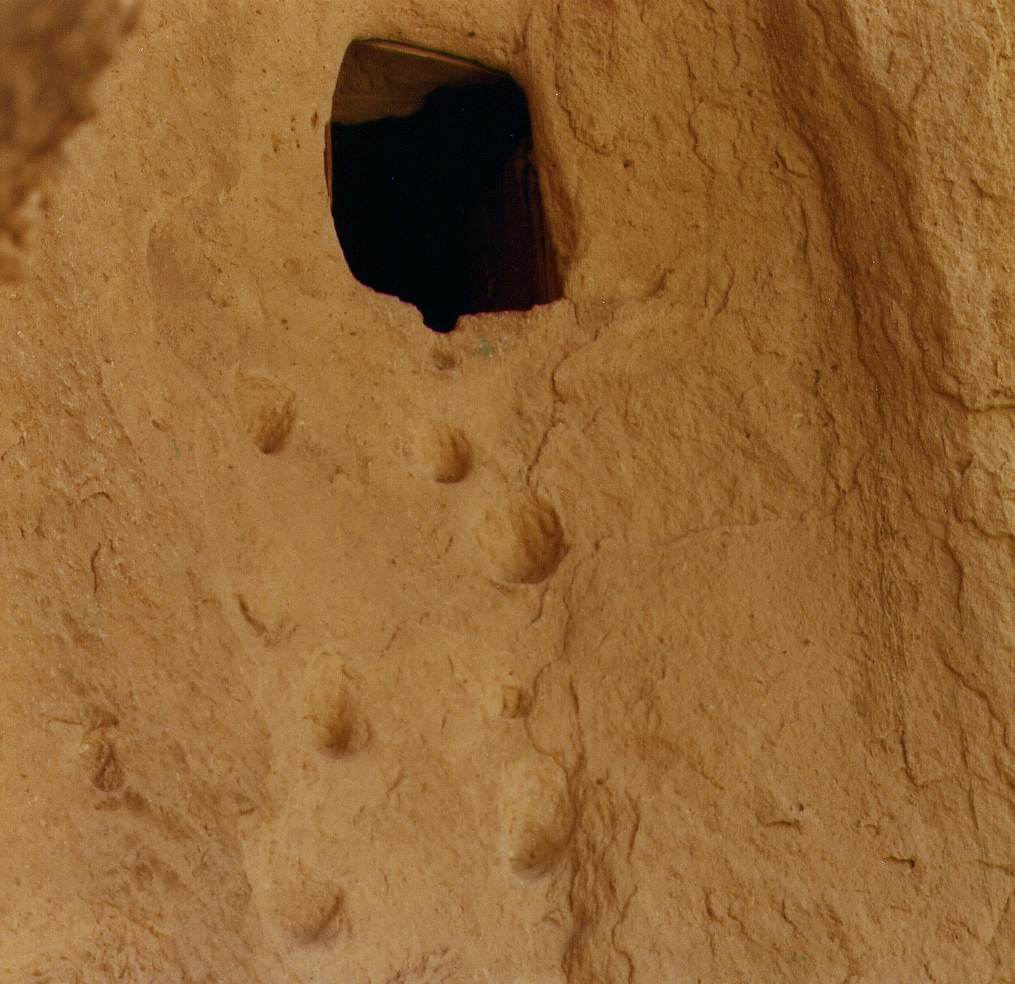
Appoggi incassati di una scala a Zelve

In contrasto con le città sotterranee, sono i cosiddetti castelli o montagne-castello, come Uçhisar o Ortahisar. Si trovano su rilievi rocciosi alti da 60 a 90 metri, anch'essi attraversati da un groviglio di passaggi e stanze. A causa dell'erosione e dei danni dei terremoti, parti di questi sono spesso all'aria aperta. I castelli fungevano anche da rifugio dai pericoli e potevano essere sigillati con porte in pietra simili a quelle delle città sotterranee. Potevano ospitare circa 1.000 persone. Le caverne a livello del suolo erano parzialmente integrate nelle case costruite davanti e continuano ad essere utilizzate come stalle e magazzini fino ad oggi.

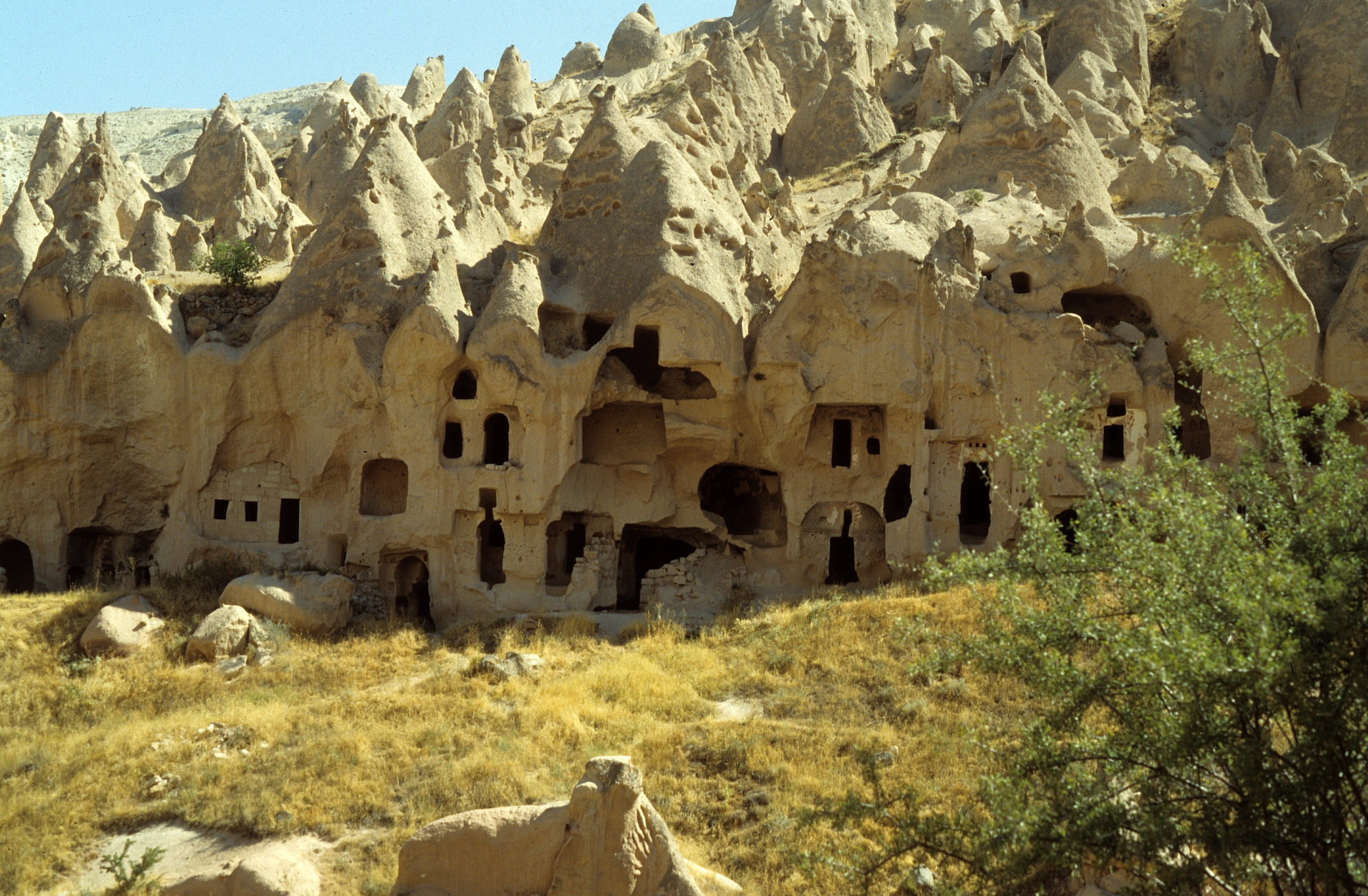
Caverne a Zelve

Esistono anche una serie di luoghi, che consistono in raccolte di residenze e altri ambienti scavati nelle pareti rocciose. Il più grande di questi è Zelve e il più noto è Göreme, ma si possono vedere intere città di questi edifici rupestri anche nella valle di Soğanlı, Gülşehir e Güzelyurt. In questi siti, le città sotterranee si mescolano a complessi residenziali, chiostri, spazi di lavoro di altro tipo e chiese site sulle ripide scogliere.
Anche in questi casi gran parte dei locali è collegata da un sistema di gallerie. Gli ingressi sono generalmente aperti, poiché il punto principale non doveva essere nascosto, come nelle città sotterranee. Tuttavia, l'ingresso era talvolta reso molto difficile dal fatto che le pareti verticali delle falesie dovevano essere scalate utilizzando semplici appigli per mani e piedi. Anche all'interno del sistema di gallerie interne gli spostamenti erano resi difficoltosi da cunicoli ripidi e stretti e da camini verticali. In molti di questi luoghi, sono scolpite le torri colombaie nelle alte pareti della scogliera, spesso con fori d'ingresso dipinti a colori. Il colore avrebbe attirato gli uccelli che vi facevo il nido. A queste colombaie si accedeva una volta all'anno, con difficili manovre di arrampicata, e gli escrementi degli uccelli venivano poi raccolti per essere utilizzati come fertilizzante.  Anche le buche preesistenti venivano trasformate in colombaie tagliando nicchie per nidi e murando gli ingressi.

## Chiese

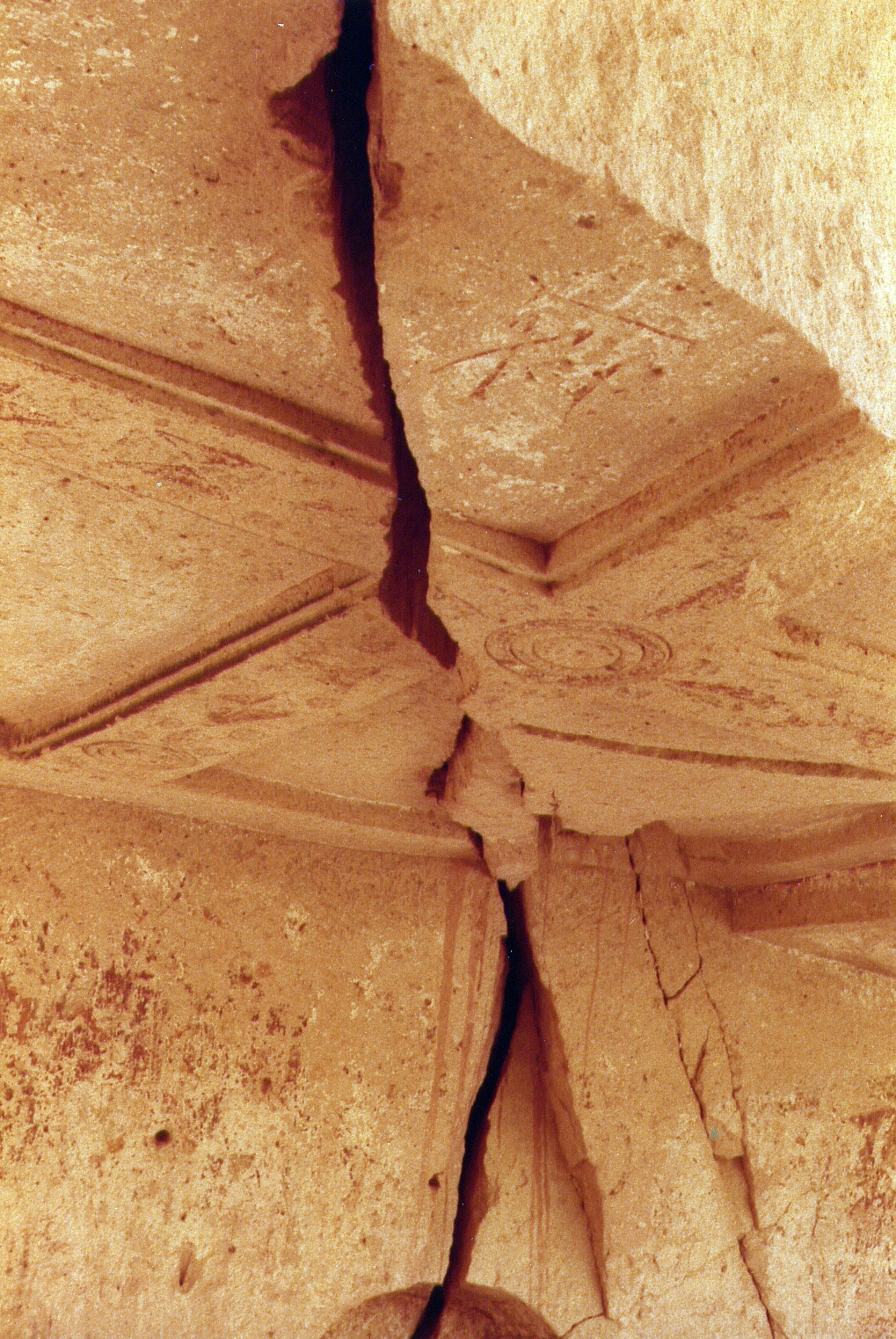
Il soffitto di una chiesa danneggiata da un terremoto a Zelve

Le innumerevoli chiese della Cappadocia spaziano dai singoli ambienti completamente spogli delle città sotterranee, che possono essere identificati come spazi religiosi solo per la presenza di una pietra d' altare, attraverso chiese a croce inscritta fino alla basilica a tre navate. Sono tutte fortemente modellate secondo l'architettura della chiesa bizantina. La maggior parte ha una pianta a croce, una o più cupole, volte a botte o combinazioni di tutti questi elementi. La differenza fondamentale rispetto all'architettura della chiesa costruita è il fatto che i costruttori non stavano costruendo una struttura e non avevano bisogno di progettare muri e colonne di sostegno poiché dovevano solo ritagliare le stanze dalla roccia esistente. Tuttavia, incorporavano elementi dell'architettura tradizionale, come colonne e pilastri, sebbene in realtà non svolgessero alcuna funzione portante. Nella maggior parte dei casi, anche i mobili delle chiese, come gli altari, i banchi, i fonti battesimali, i sedili del coro e lo schermo del coro erano scolpiti nella roccia. All'esterno le chiese sono spesso visibili da lontano per via delle facciate con arcate cieche, timpani e colonne.
Il design dei dipinti consente di determinare, in una certa misura, la data di creazione di una chiesa. Mentre le semplici cappelle nelle città sotterranee non sono dipinte, le prime chiese sopra il livello del suolo hanno semplici affreschi figurali. Un esempio è l'Ağaçaltı Kilesesi nella valle di Ihlara, che fu probabilmente costruita nel VII secolo. Le chiese successive sono decorate solo con semplici segni geometrici come croci, linee a zigzag, diamanti e rosette, che sono disegnate sulle pareti rocciose con vernice rossa. Questi risalgono all'VIII e all'inizio del IX secolo, periodo dell'iconoclastia bizantina. Forse sotto l'influenza arabo-islamica tutte le raffigurazioni di Gesù, degli apostoli e dei santi vennero proibite da Leone III come empietà. Nella chiesa a due piani di San Giovanni a Gülşehir, sono ancora visibili motivi iconoclastici al livello inferiore.
Nel IX secolo l'iconoclastia terminò e, da allora, le chiese furono decorate con affreschi sempre più complessi. Come parte di questo, le chiese più antiche sono state in gran parte ridipinte, quindi relativamente pochi dei vecchi dipinti sopravvivono. In molte chiese non restaurate si possono vedere i vecchi motivi geometrici dove l'intonaco più recente si sta staccando. In questo periodo furono realizzati dipinti sempre più dettagliati, il che consente di stimarne l'età. È chiaro che esistevano raccolte di modelli per gli artisti, con l'aiuto delle quali i contorni dei dipinti venivano abbozzati e infine dipinti. Tra i dipinti più comuni c'erano scene della vita di Gesù, come la sua natività, il battesimo di Giovanni Battista, i miracoli, l'ultima cena, la crocifissione, la sepoltura e la risurrezione. 
Molti degli affreschi sono stati gravemente danneggiati dai sassi lanciati, in particolare gli occhi delle immagini. Questi sono il risultato del successivo aniconismo islamico. Dagli anni 1980 molte chiese sono state accuratamente restaurate.

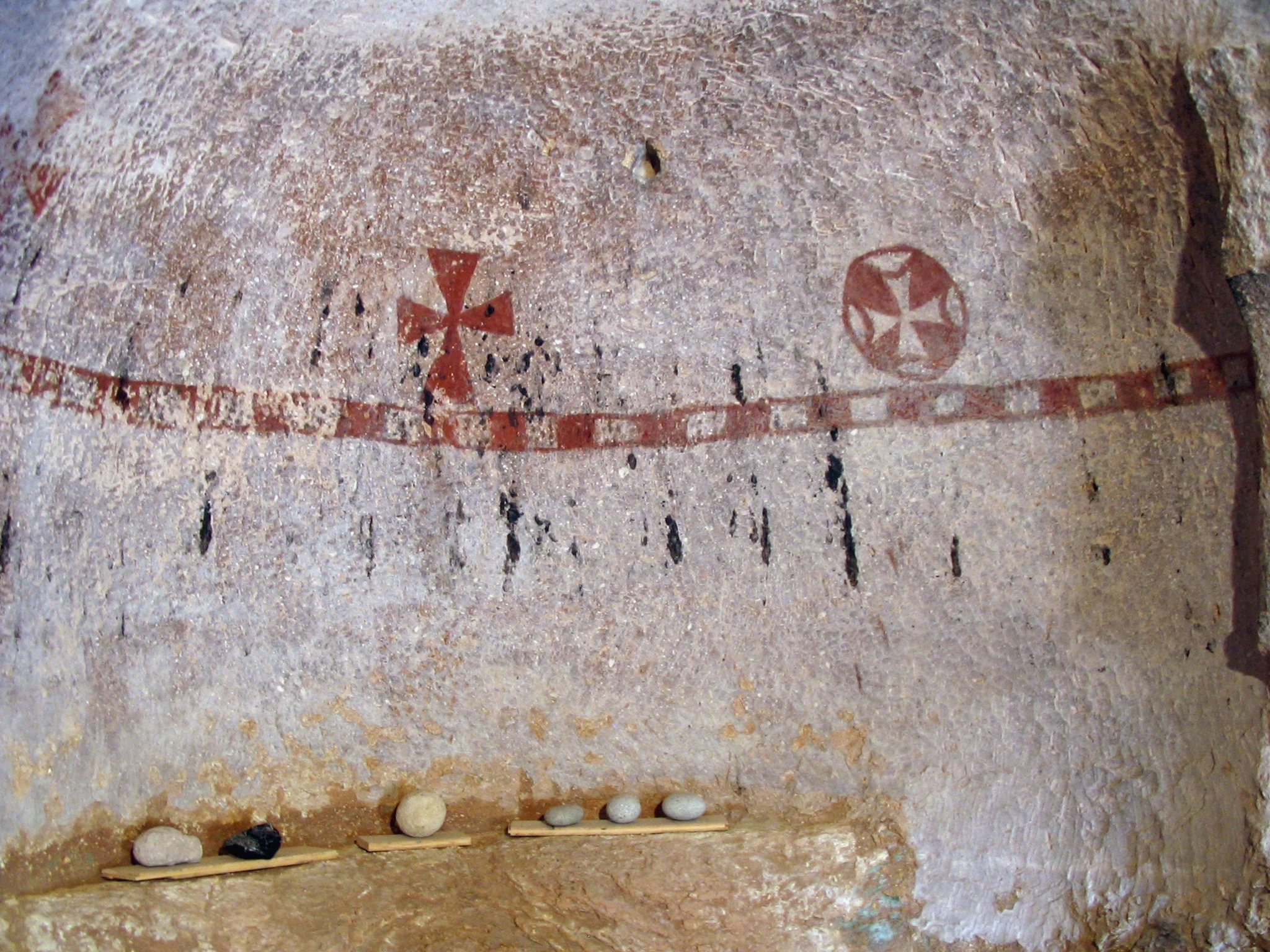
Antichi dipinti nella chiesa di San Giovanni a Gülşehir
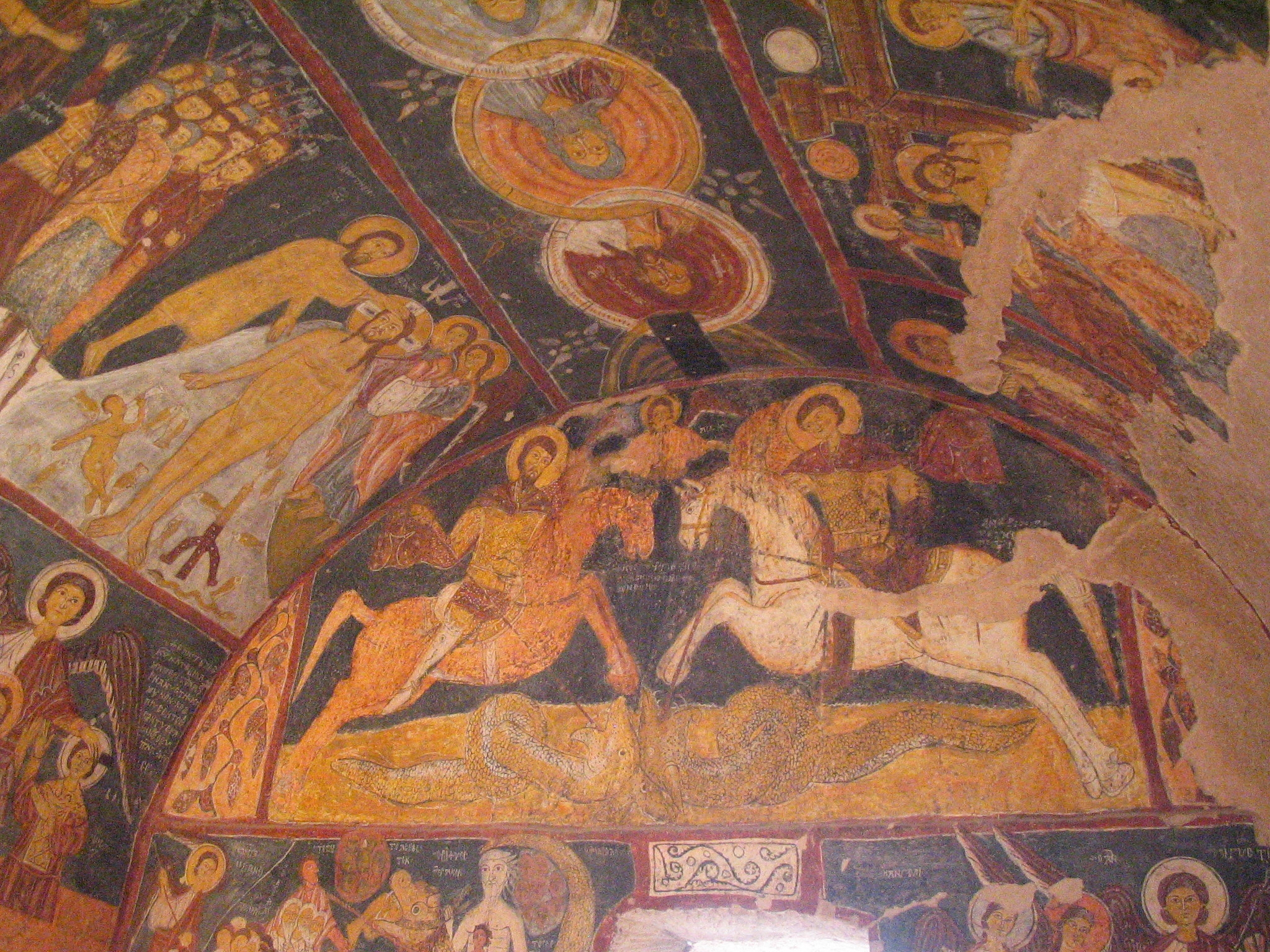
Affreschi successivi nella chiesa di San Giovanni a Gülşehir, datati, in una iscrizione, al 1212
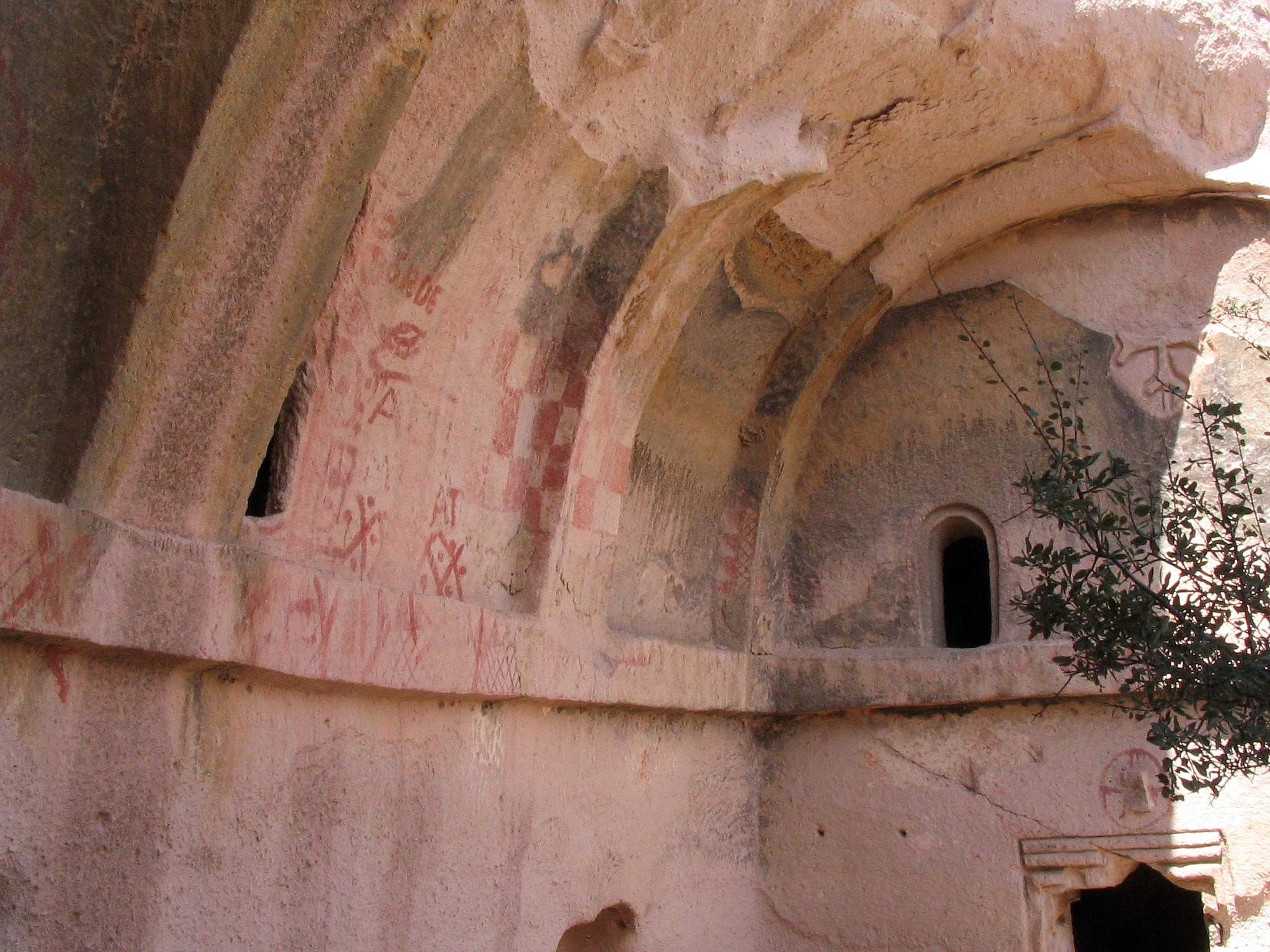
Dipinti iconoclasti in una chiesa di Açıksaray
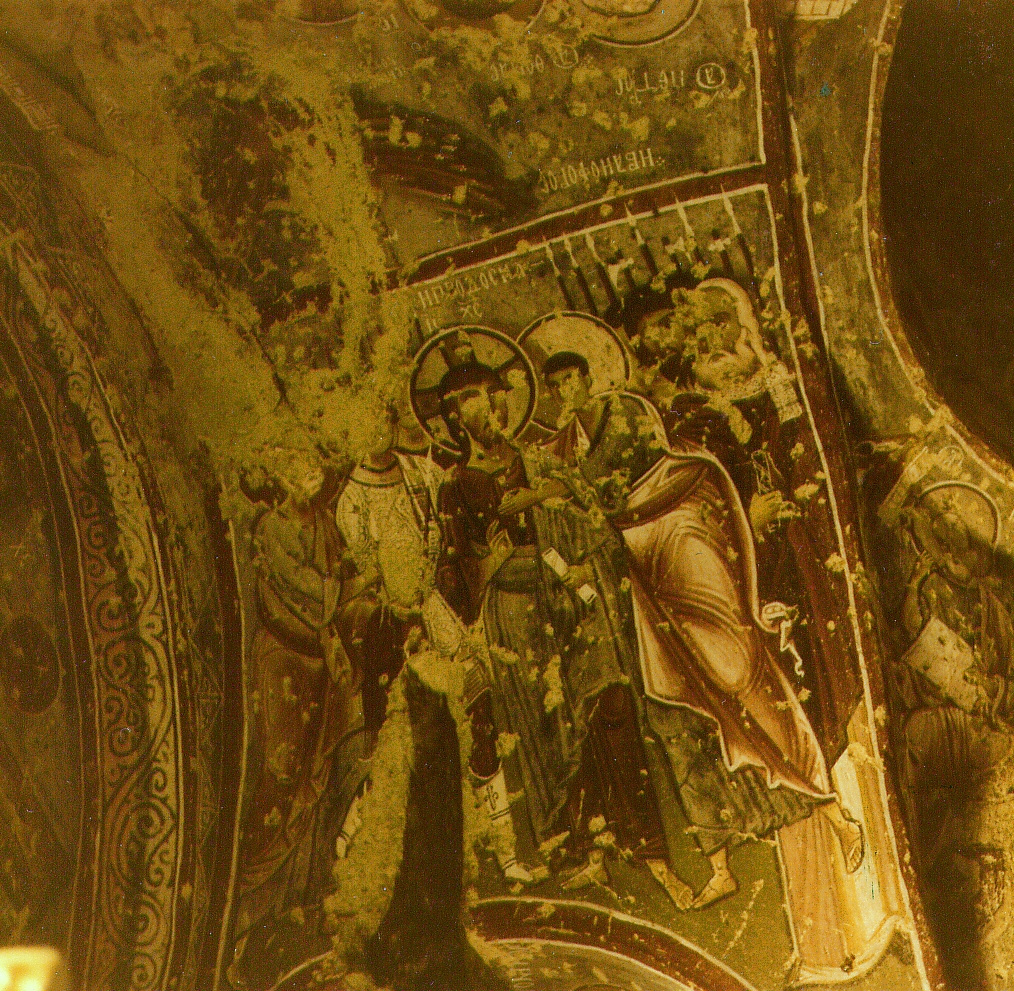
Affreschi nella Karanlık Kilisesi a Göreme del primo XII secolo

## Ricerca storica
Le prime descrizioni dell'architettura rupestre della Cappadocia provengono dall'Anabasi di Senofonte del 402 a.C. Nel XIII secolo, l'autore bizantino Teodoro Scutariota menziona le temperature favorevoli delle caverne di tufo, che erano relativamente calde durante i freddi inverni anatolici e piacevolmente fresche nei caldi mesi estivi. Nel 1906, lo studioso tedesco Hans Rott visitò la Cappadocia e ne scrisse nel suo libro Kleinasiatische Denkmäler. Nello stesso periodo, Guillaume de Jerphanion si recò nella regione e scrisse la prima opera accademica sulle chiese rupestri e sui loro dipinti.
Un'indagine sistematica delle strutture è stata intrapresa per la prima volta negli anni 1960, quando gli ultimi abitanti avevano lasciato le abitazioni scavate nella roccia. Marcell Restle ha condotto ricerche in loco negli anni 1960 e ha pubblicato studi approfonditi sull'architettura delle chiese costruite in pietra e sui dipinti delle chiese rupestri. Lyn Rodley ha studiato i complessi del monastero negli anni 1980. Negli anni 1990, l'etnologo tedesco Andus Emge ha lavorato allo sviluppo delle tradizionali strutture residenziali nella città di Göreme.